# Opius elisabethvillensis
Opius elisabethvillensis är en stekelart som beskrevs av Fischer 1972. Opius elisabethvillensis ingår i släktet Opius och familjen bracksteklar. Inga underarter finns listade i Catalogue of Life.